# Manufactured Superstars
Manufactured Superstars es un dúo de música electro, Dance-Pop y House, conformado por los DJ Brad Roulier y Shawn Sabo.

## Discografía
| Año  | Álbum        | Chart |
| ---- | ------------ | ----- |
| 2010 | Freak on You | —     |

### Colaboraciones notables
- 2010 - Haste con Jquintel
- 2011 - Take Me Over con Scarlett Quinn[3]
- 2012 - Drunk Text con Paris Hilton[4][5]